# Seznam dirkačev v motociklizmu (W)
- Anthony West
- Jock West
- David Whitworth
- Peter Williams
- Warren Willing
- Martin Wimmer
- Russel Wood
- Tommy Wood
- Derek Woodman